# Переписной район № 6 (Альберта)
Переписно́й райо́н № 6 (англ. Division No. 6) — переписной район на юге Альберты (Канада), сконцентрированный вокруг Калгари. В состав участка входит значительная часть Калгарийской областной ассоциации (области Калгари) и графство Маунтин-Вью.

## Демографические показатели
В 2006 численность населения района № 6 составляла 1 160 936 человек, которые проживали в 465 473 жилищах, что на 13,7 % больше, чем в 2001 году. Площадь переписного района составляет 12 645,35 км², а плотность населения — 91,8 человека на квадратный километр.

## Административные единицы
- Города
  - Блэк-Дайамонд
  - Дидсбери
  - Иррикана
  - Калгари
  - Карстэйрс
  - Кокран
  - Кроссфилд
  - Окотокс
  - Олдс
  - Сандр
  - Тернер-Валли
  - Хай-Ривер
  - Честермир
  - Эрдри
- Деревни
  - Бейзекер
  - Кремона
  - Лонгвью
- Деревни без самоуправления
  - Блэки
  - Брэгг-Крик
  - Кейли
  - Лэнгдон
- Округа
  - Футхилс № 3 (округ)
  - Графство Маунтин-Вью
  - Графство Роки-Вью
- Резервации
  - Иден-Вэлли 216
  - Тсуу-Тъина-нейшн 145